# Fischmarkt (Erfurt)
De Fischmarkt is een plein in Erfurt, de hoofdstad van de Duitse deelstaat Thüringen. Het plein ligt in de Altstadt tussen de Domplatz en de Anger.
Het plein werd voor het eerst vermeld in een oorkonde in 1293. Reeds in 1275 stond er een raadhuis op deze plaats. Het huidige raadhuis dateert van 1875 en werd in neogotische stijl gebouwd. Op de markt staan enkele noemenswaardige patriciërswoningen in renaissancestijl. 

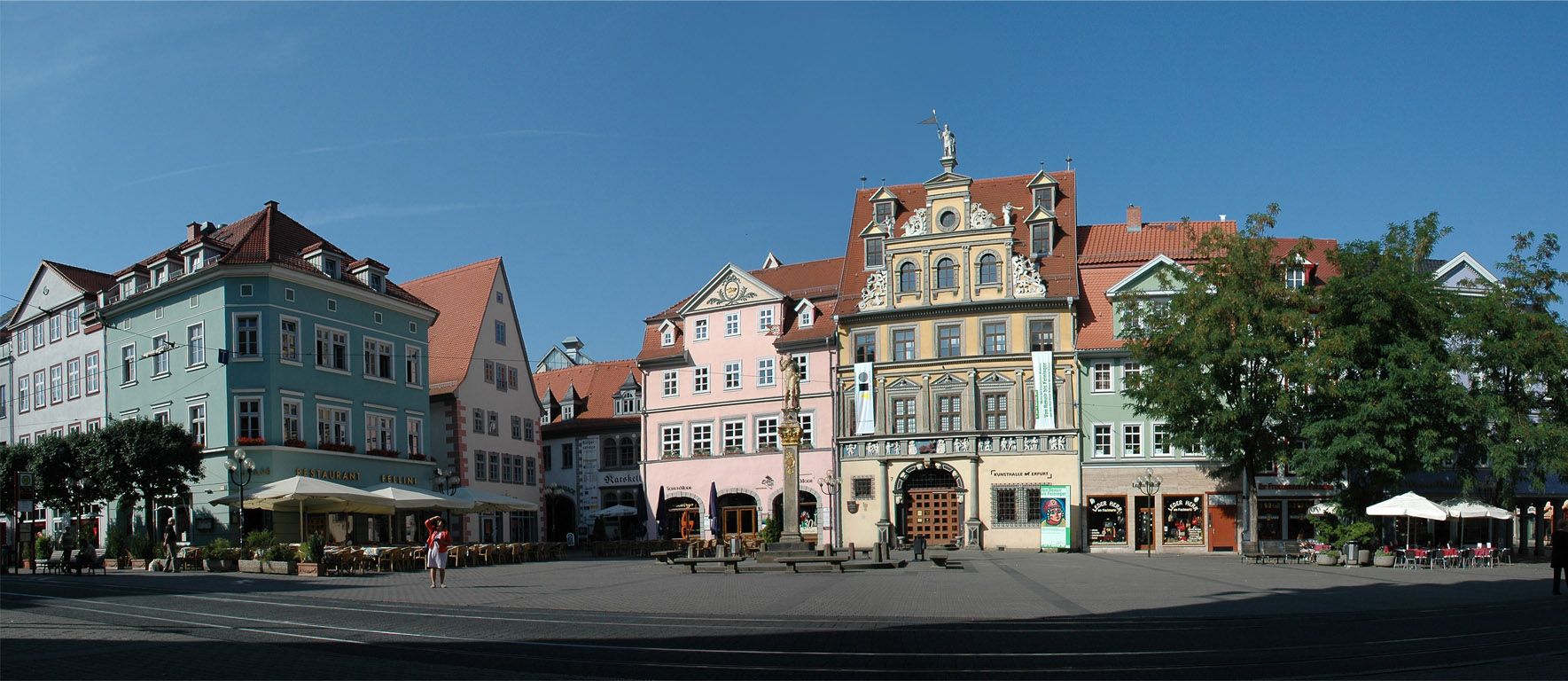
Fischmarkt met het Haus zum Roten Ochsen en de Herold